# Baia di Giacarta
La baia di Giacarta (Teluk Jakarta in indonesiano, Baai van Jakarta in olandese) è la baia sulla quale si affaccia la città di Giacarta, capitale dell'Indonesia. Situata sulle coste settentrionali dell'isola di Giava, la baia ospita nelle sue acque le Mille isole, mentre sono 13 i fiumi che sfociano in essa.

## Problemi ambientali
Le coste della baia sono densamente popolate ed antropizzate; inoltre, la maggior parte delle comunità costiere è costituita da persone che vivono al di sotto della soglia di povertà, in condizioni di scarsa igiene. L'immissione di nutrienti da deflusso agricolo, inquinamento industriale e acque reflue hanno portato all'eutrofizzazione della baia, che a sua volta ha portato a cambiamenti nella biodiversità dell'area. Sono state inoltre osservate dannose fioriture di alghe.
1. ↑   Sancia E.T. van der Meij, Decline of the Jakarta Bay molluscan fauna linked to human impact, in Marine Pollution Bulletin, vol. 59, 4–7, 2009,  pp. 101-107, DOI:10.1016/j.marpolbul.2009.02.021, PMID 19342065.
2. ↑   Sancia E.T. van der Meij, Long-term changes in coral assemblages under natural and anthropogenic stress in Jakarta Bay (1920–2005), in Marine Pollution Bulletin, vol. 60, n. 9, 2010,  pp. 1442-1454, DOI:10.1016/j.marpolbul.2010.05.011, PMID 20615515.
3. ↑  UNESCO - Community Waste Recycling in Jakarta Bay